# Alakapura, Gauribidanur
Alakapura là một làng thuộc tehsil Gauribidanur, huyện Kolar, bang Karnataka, Ấn Độ.